# Космос
Космос (грч. Κόσμος — свет, васиона) је појам који је првобитно означавао ред, лепоту, хармонију. Због хармоније света овај назив је Питагора пренео за назив света уопште, у ком смислу су га употребљавали и грчки филозофи. У средњем веку алхемичари су човека сматрали малим светом, микрокосмосом, а спољашњи свет — великим, макрокосмосом. Наука која изучава космос назива се космологија.